# Dynamene tubicauda
Dynamene tubicauda là một loài chân đều trong họ Sphaeromatidae. Loài này được Holdich miêu tả khoa học năm 1968.